# Tiszaalpár
Tiszaalpár – wieś i gmina w środkowej części Węgier, w pobliżu miasta Kiskunfélegyháza.

## Położenie
Miejscowość leży na obszarze Wielkiej Niziny Węgierskiej, w komitacie Bács-Kiskun, w powiecie Kiskunfélegyháza. Gmina Tiszaalpár liczy 4938 mieszkańców (styczeń 2011) i zajmuje obszar 91,13 km².